# Comunità ebraica di Gradisca d'Isonzo
Gradisca d'Isonzo fu sede di una piccola ma fiorente comunità ebraica.
Le prime testimonianze di una presenza ebraica a Gradisca risalgono al XVI secolo e alle attività di prestatori della famiglia Morpurgo. La piccola comunità (che mai superò le 100 unità) fu anche impegnata in attività di commercio e nella produzione della seta. Per pochi anni, tra il 1768 e il 1782, fu stabilita la residenza coatta nel ghetto, consistente in una serie di case lungo l'attuale via Petrarca (già via del Tempio Israelitico). Sulla strada sorgeva anche una sinagoga, in un edificio ora scomparso. Nessuna traccia rimane anche della sinagoga precedente in uso prima dell'istituzione del ghetto.  
Rimane invece il cimitero ottocentesco di via dei Campi. La tradizione vuole che esistesse anche un cimitero più antico, nei pressi delle mura della fortezza, ma sembra più probabile che ad essere usato fosse il cimitero di Gorizia, come provato dalla presenza di molte lapidi di residenti a Gradisca.  